# シュヴェニンゲン (ドナウ)
シュヴェニンゲン (ドイツ語: Schwenningen) は、ドイツ連邦共和国バイエルン州シュヴァーベン行政管区のディリンゲン・アン・デア・ドナウ郡に属す町村（以下、本項では便宜上「町」と記述する）である。この町はヘーヒシュテット・アン・デア・ドナウ行政共同体に加わっている。

## 地理
シュヴェニンゲンは、ドナウリートのアウクスブルク地方に位置している。この町をフィリンゲン＝シュヴェニンゲンの地区名と混同しないよう注意が必要である。
この町は10のゲマインデタイル（村落、集落、開墾地などの小地区）からなる。
ゲマルクング（合併前の旧自治体にあたる地区）は、グレムハイムとシュヴェニンゲンの2つである。

## 歴史

### 自治体の形成まで
13世紀までディリンゲン伯が土地所有者で、領主であった。シュヴェニンゲンはその後ユーベルト家に属した。この町はバイエルン選帝侯領の一部で、シュヴェニンゲンを中心とした閉じたホーフマルク（下級裁判権を有する小領主が領邦領主に従属する形の荘園）を形成していた。1818年の自治体令によって現在の自治体が形成された。

### 町村合併
バイエルン州の地域再編に伴い、1978年5月1日にグレムハイムがシュヴェニンゲンに合併した。

## 住民

### 人口推移
- 1961: 1450 人[4]
- 1970: 1397 人[4]
- 1987: 1343 人
- 1991: 1428 人
- 1995: 1461 人
- 2000: 1465 人
- 2005: 1475 人
- 2010: 1405 人
- 2015: 1448 人

1988年から2018年までの間に、この町の人口は1337人から1406人に69人、約 5.2 % 増加した。

## 行政

### 議会
この町の町議会は12人の議員と町長で構成されている。

### 首長
2020年5月からヨハネス・エーバーマイヤー (Bürgerblock–Junge Bürger / CSU) が第1町長を務めている。彼は2020年3月15日の選挙で 59.1 % の票を獲得して町長に選出された。彼の前任者は、ラインホルト・シリング (Bürgerblock–Junge Bürger / CSU) で、1996年5月から2020年4月まで町長を務めた。

### 財政
2022年のこの町の税収は 1,442,000 € で、このうち 242,000 € が産業税による収入である。

### 紋章
図柄: 頂部は青地。その中に歩く金の獅子。その下の主部は左右二分割。向かって左は赤地に直立して描かれた銀のシカの角。向かって右は銀地で、紋章の縁から離れた赤い末広十字の上に赤く縁取られた金の斜め十字。

## 文化と見所

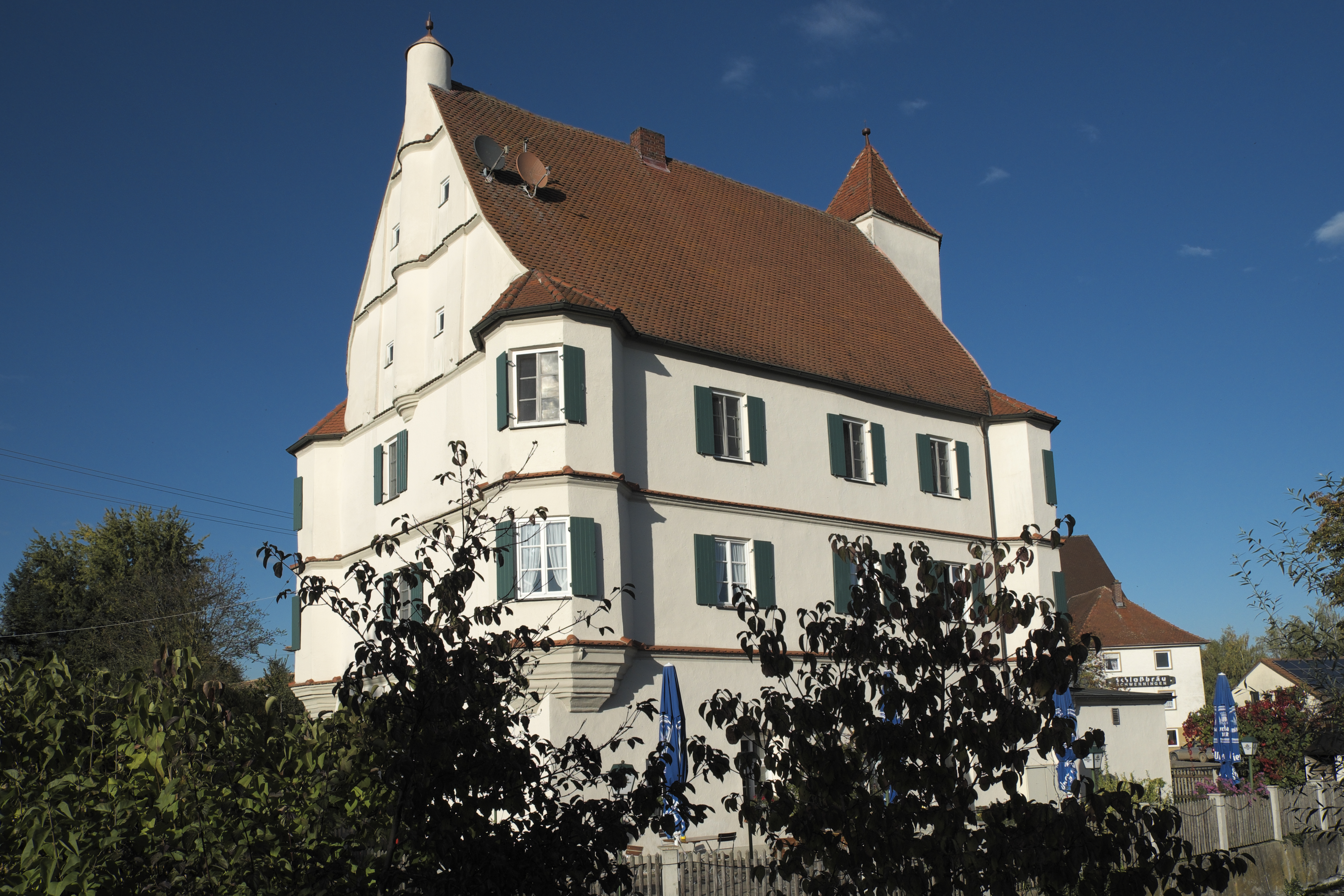
カルテネック城

### 見所
- カトリックの教区教会 聖ウルリヒおよび洗礼者ヨハネ教会
- カルテネック城

## 経済と社会資本

### 経済
公式統計によれば、2022年現在シュヴェニンゲンには100人の社会保険支払い義務のある就労者が働いている。このうち50人が製造業に従事している。この町に住む社会保険支払い義務のある就労者は644人である。したがってこの町から他の市町村へ通勤する就労者は、他の市町村からこの町へ通勤する就労者よりも544人多い。
2020年、この町には43件の農家があった。2011 ha が農業に利用されており、このうち 1690 ha が耕作地、322 ha が牧草地である。

### 交通
シュヴェニンゲンには2006年に新駅シュヴェニンゲン (バイエルン)駅が設けられた。鉄道インゴルシュタット - ノイオフィンゲン線の駅で、1時間間隔にウルム、ドナウヴェルト、インゴルシュタット、レーゲンスブルクとを結ぶ列車が発着する。シュヴェニンゲンには連邦道16号線への入口がある。

### 教育
シュヴェニンゲンには以下の施設がある。
- 児童施設 1箇所　85人の定員に対して72人が在籍している。このうち3歳以下が12人である[10]。
- 基礎課程学校 1校　生徒数106人、教員数 6人[11]。